# 國際中橡投資控股
國際中橡投資控股股份有限公司，簡稱為國際中橡，由辜振甫、臺灣電視公司董事長林柏壽等18人於1973年6月15日發起創立，是臺灣第一家碳黑（輪胎的製造原料）製造商，其產品範圍包括橡膠級碳黑、特殊碳黑等。
國際中橡碳黑事業2017年的總產能全球排名位居第五，達790,000公噸，其中中國大陸碳黑產能為285,000公噸。

## 關係企業
關於中橡集團碳黑事業全球生產據點布局為：臺灣1座、中國大陸1座、美國3座、印度1座，所有關係企業之詳情如下：
- 臺灣：
  - 總部：臺北市中山區中山北路二段113號8樓。
  - 林園廠：高雄市林園區石化四路1號
- 中國大陸：
  - 中橡（馬鞍山）化學工業有限公司：安徽省馬鞍山市金家庄區慈湖街道新化路
- 美國：
  - 大陸碳黑公司（Continental Carbon Company）：德州休士頓公園行16850號
  - 龐卡城廠：奧克拉荷馬州龐卡城東奧克蘭大道1006號
  - 鳳凰城廠：阿拉巴馬州鳳凰城東州碼頭路1500號
  - 晨曦廠：德州晨曦市碳煙路11702號
  - 巴伯頓發貨倉庫：俄亥俄州巴伯頓第15街345號
- 印度：
  - 大陸碳黑印度分公司（Continental Carbon India, Ltd.）：北方邦加茲阿巴德市
  - 古吉拉特廠
- 土耳其
  - 伊斯肯德倫廠
- 其他：
  - CSRC（BVI）Ltd.
  - CSRC（Singapore）Pte. Ltd.
  - 中成開發投資公司
  - Synpac（North Carolina）Inc.
  - Synpac Venture Capital. L.P.
  - SVC Services, LLC
  - SVC Management, LLC
  - Synpac Ltd.
  - 首能科技公司
  - 協原化學公司
  - 能元科技公司

## 公司沿革
- 1973年：林柏壽、辜振甫等18人發起籌建碳煙廠「中國合成橡膠股份有限公司」，與美國大陸碳黑公司（Continental Carbon Company）簽訂專利暨專門技術使用權合約。
- 1975年：完成位於臺灣高雄縣（現已併入高雄市）林園工業區之林園廠。
- 1981年：擴充第二條生產線。
- 1985年：購置廢氣鍋爐，開始銷售蒸氣。
- 1986年：7月15日正式股票上市。
- 1991年：開始多角化經營，併購英國北英格蘭一家青黴素藥廠，更名為Synpac Pharmaceuticals Limited。
- 1993年：更新企業識別標誌，並擴充第三條生產線。
- 1994年：取得ISO 9002品質認證。
- 1995年：併購美國大陸碳黑公司。
- 1996年：在臺灣屏東縣建立一座食用豬皮明膠工廠。
- 1997年：併購臺灣景德製藥廠，且取得ISO 14001環境管理系統認證。
- 2000年：買下中國大陸馬鞍山金星化工（集團）公司碳黑廠，成立中橡（馬鞍山）化學工業有限公司；另併購大陸碳黑印度分公司。此外，將英國Synpac Pharmaceuticals Limited出售。
- 2001年：購入遼寧省鞍山市化工二廠，改組成中橡（鞍山）化學工業有限公司。
- 2003年：明膠廠取得HACCP認證，並成功開發魚皮明膠生產製程。
- 2005年：將明膠廠出售給日本傑樂生公司（Jellice Co., Ltd.）[1]。
- 2006年：授權龐貝氏症孤兒藥Myozyme經美國食品藥物管理局核准上市及取得專利。
- 2010年：投資設立中橡（重慶）炭黑有限公司。
- 2011年：中國遼寧鞍山生產基地產能擴增至13萬公噸。
- 2011年：Kemya(沙烏地阿拉伯)合作展開。
- 2014年：歐洲與中東營運中心成立。
- 2018年：台灣研發中心成立。
- 2018年：印度新生產基地啟動建設。
- 2018年：林園先進材料科技股份有限公司成立。
- 2018年：中國合成橡膠股份有限公司轉型更名為國際中橡投資控股股份有限公司。

## 外部連結
- 官方網站 （页面存档备份，存于）
- （英文）美國子公司網站 （页面存档备份，存于）
- （英文）印度子公司網站 （页面存档备份，存于）

1. 1 2  參看新加坡商傑樂生技股份有限公司臺灣分公司 Archive.today的存檔，存档日期2012-07-13。